# Közművelődés napja
A közművelődés napja 2008. óta nem hivatalos ünnepnap Erdélyben, az EMKE alapításának (1885. április 12.) tiszteletére április 12-én ünnepli az erdélyi magyar kulturális, közművelődési szakma. Az EMKE e nap közelében tartja éves közgyűlését és díjkiosztó gáláját.

## Története
Az Erdélyi Magyar Közművelődési Egyesület Országos Elnöksége 2008-ban úgy döntött, hogy Erdélyben április 12-e legyen a közművelődés napja. Azért esett pont erre a napra a választás, mert 1885. április 12-én alapították meg Kolozsváron ezt a nagy tekintélyű és patinás múltra visszatekintő, ma is aktívan működő kulturális egyesületet. 
Az elmúlt másfél évszázadban a Kárpát-medencének ebben a régiójában a magyar társadalom számára a közművelődés egyidejűleg kultúrát, közösséget és személyiségalakítást jelentett. Ez a rendkívüli, és szakmai körökben gyakran vitatott szó nem sokkal a magyar nép nemzetté válása után, a 19. század második felében keletkezett. Így tehát művelődéstörténeti szempontból a közművelődésre úgy is lehet tekinteni, mint nemzetünk közel százötven éves kultúrateremtő folyamatainak a lenyomatára, annak ellenére, hogy mindmáig csupán körülírni lehet mindazt, amiről a közművelődés szól, rövid vagy akár hosszabb meghatározást mondani róla nem lehet. 

## Megünneplése
Az erdélyi közművelődés mint az iskolai oktatáson kívüli népművelés az erdélyi magyarság életében a nyelvi és kulturális megmaradás rendkívül fontos eszköze, mert a nagyrészt szórványban élő vagy a székelyföldi magyar lakossághoz, különleges demográfiai helyzetében, nehezen jut el a magyar szellemi központokból sugárzó kultúra. 
Az EMKE vezetősége 1992 óta az e naphoz legközelebb eső szombaton adja át a közművelődés, kultúra, művészet legkülönfélébb területein kiemelkedő tevékenységet végző személyeknek az Erdélyi Oscarnak is nevezett EMKE-díjakat.
A Maros, Szeben és Beszterce-Naszód megyét átfogó Közép-erdélyi régió ennek a napnak tiszteletére adja át a Kiváló Közművelő címet adományozó okleveleket. Ilyen oklevelet az év során több EMKE-fiókszervezet is átad a működési területén ténykedő arra érdemes szakmabelieknek.